# Baignes-Sainte-Radegonde
Baignes-Sainte-Radegonde è un comune francese di 1 229 abitanti situato nel dipartimento della Charente, nella regione della Nuova Aquitania.

## Storia

### Simboli
Il comune ha adottato lo stemma della famiglia de Montausier.

## Società

### Evoluzione demografica
Abitanti censiti